# Arbatszkaja metróállomás (Arbatszko-Pokrovszkaja vonal)
A moszkvai metró 3-as számú, kék színnel jelzett, Arbatszko-Pokrovszkaja nevű vonalának Arbatszkaja metróállomása Moszkva Központi közigazgatási körzetében, azon belül az Arbat kerületben fekszik, a Kreml közelében. Része a moszkvai metró legnagyobb, négy vonal kereszteződéséből álló csomópontjának, együtt a Bibliotyeka imenyi Lenyina (Szokolnyicseszkaja vonal), az Alekszandrovszkij szad (Filjovszkaja vonal), valamint a Borovickaja metróállomásokkal (Szerpuhovszko-Tyimirjazevszkaja vonal).

## Története
Az állomást 1953. április 5-én nyitották meg a Ploscsagy Revoljucii és a Kijevszkaja állomások közötti szakasz átadása során. A metróállomás később műemléki védelemben részesült. Az állomás a nevét a közeli Arbat utcáról kapta, csakúgy, mint az azonos nevű Arbatszkaja állomás a Filjovszkaja vonalon.

## Fordítás
- Ez a szócikk részben vagy egészben a Арбатская (станция метро, Арбатско-Покровская линия) című orosz Wikipédia-szócikk ezen változatának fordításán alapul.  Az eredeti cikk szerkesztőit annak laptörténete sorolja fel. Ez a jelzés csupán a megfogalmazás eredetét és a szerzői jogokat jelzi, nem szolgál a cikkben szereplő információk forrásmegjelöléseként.